# Nikita Krjukov
Nikita Krjukov (Ники́та Вале́рьевич Крю́ков, * 30. května 1985, Dzeržinskij) je ruský reprezentant v běhu na lyžích, je specialistou na sprinty - především klasickou technikou. V prosinci 2017 byl mezi ruskými sportovci, které Mezinárodní olympijský výbor kvůli dopingu na hrách v Soči doživotně diskvalifikoval.

## Největší úspěchy
- 1. místo ve sprintu klasickou technikou na ZOH 2010
- 4. místo v týmovém sprintu klasickou technikou z MS 2009
- v závodech SP byl 3× na 3. místě: 28. 11. 2009 v Kuusamo (sprint 1,4 km klasicky), 17. 1. 2010 v Otepää (sprint 1,4 km klasicky), 22. 1. 2010 v Rybinsku (sprint 1,0 km volně)
- celkové 10. místo ve sprinterské části Světového poháru v běhu na lyžích 2008/09